# Seidewitztalbrücke
Die Seidewitztalbrücke ist mit 154 m Bogenspannweite die größte Stahlbetonbogenbrücke Sachsens.
Die Brücke mit einer Gesamtlänge von 568 m liegt im Zuge der A 17 zwischen den Anschlussstellen Pirna und Bahretal. Mit dem Bau der Brücke wurde im Jahr 2003 begonnen, Fertigstellung war 2006. Sie weist zwei parallel liegende Über- und Unterbauten auf, welche von Norden nach Süden 3,75 % Längssteigung aufweisen. Das Bauwerk überquert mit einem Winkel von ungefähr 45° in einer maximalen Höhe von 59 m das Tal des Seidewitzbaches bei Pirna und die dort verlaufende Staatsstraße S176. Der Talgrund des Haupttales musste wegen des zu schützenden Fauna-Flora-Habitats ohne Stützen überbrückt werden, auch im Bauzustand, was zur Konstruktion einer im Freivorbau errichteten Bogenbrücke führte.

## Überbau

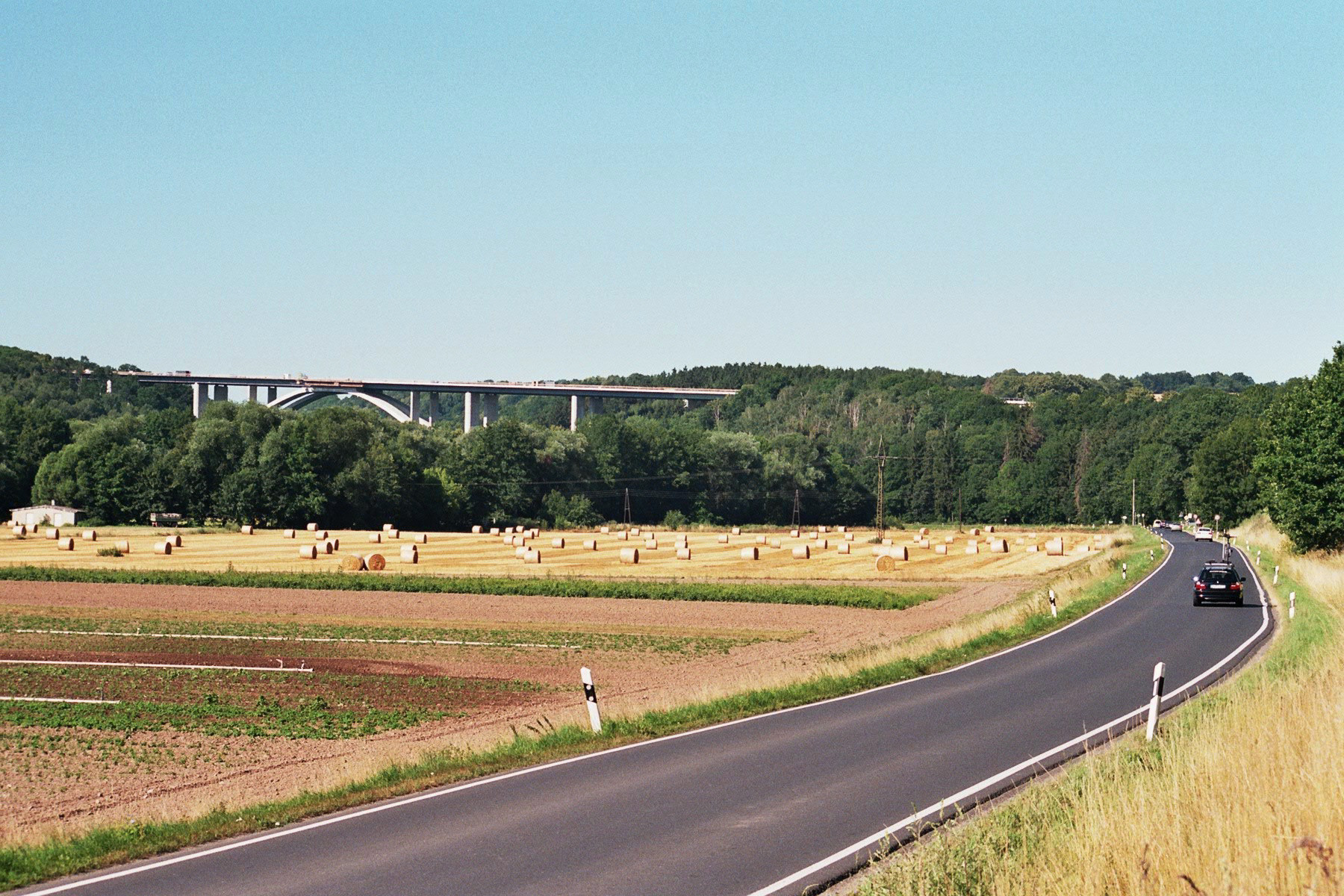
Seidwitztal mit Brücke der Autobahn Dresden-Prag

Die Brücke hat zwei 2,9 m hohe Überbauten bestehend aus je zwei 2,3 bis 2,6 m hohen und ungefähr 1,5 m breiten Stahlhohlkästen. Die Stahlkästen sind zur Vermeidung von Korrosion luftdicht verschlossen, aber begehbar, und bei einem lichten Abstand von 5,0 m nur unter den Brückenlagern mit Querträgern verbunden. Durch das Aufbetonieren einer ungefähr 15 m breiten und 20 bis 48 cm dicken Stahlbetonfahrbahnplatte wurde eine Stahlverbundkonstruktion hergestellt.
Die Stützweiten des 12-feldrigen Überbaus betragen 43 m, 4 × 55 m, (5 × 30,8 m = 154 m), 2 × 54 m und 43 m. Der Stahlüberbau wurde am Widerlager Nord zusammengeschweißt und im Taktschiebeverfahren mit Vorbauschnabel abschnittsweise eingeschoben. Anschließend wurde die Stahlbetonfahrbahnplatte mit einem Schalwagen abschnittsweise betoniert.

## Unterbau
Ungefähr in Brückenmitte wird der Überbau von einem parabelförmigen Stahlbetonbogen mit 154 m Stützweite abgetragen. Der Bogenquerschnitt ist ein 6,5 m breiter Vollquerschnitt aus Stahlbeton. Die Bauhöhe beträgt an den Kämpferfundamenten maximal 2,3 m und verringert sich zum Bogenscheitel hin auf 1,60 m. Die Herstellung des Bogens erfolgte im Freivorbau mit Taktlängen von 6 m und Hilfsabspannungen, die über die benachbarten Pfeilerfundamente im Fels verankert waren.